# Chris Kerr
Chris Kerr (2 de septiembre de 1976) es un árbitro de fútbol neozelandés que dirige en la ASB Premiership y la O-League. Es internacional FIFA desde 2012.
Además de ser Ejecutivo de ventas, Kerr es uno de los referís más destacados de Nueva Zelanda, dirigió en dos finales de la Copa Chatham, dirigió ya 165 partidos en la ASB Premiership y, en 2012, fue elegido internacional por la FIFA y escogido para pitar en la Copa de las Naciones de la OFC.